# Целиковский, Василий Васильевич
Василий Васильевич Целиковский (30 января (11) февраля 1900 год, Астрахань — 5 февраля 1958, Москва) — советский дирижёр и педагог, народный артист РСФСР (1955).

## Биография
Родился 30 января (11) февраля 1900 года в Астрахани, в еврейской семье.
С 1919 года был руководителем клубных хоровых и симфонических коллективов. В 1925 году семья переехала в Москву.
В 1930 году окончил Московскую консерваторию по классу дирижирования у Константина Сараджева; музыкально-теоретические предметы изучал у Георгия Конюса.
Был начальником и дирижёром симфонического оркестра ЦДКА (Центрального Дома Красной Армии). С 1934 года работал заведующим музыкальной частью Большого театра. С июля 1936 до осени 1937 года был художественным руководителем Калининской филармонии.
С 1937 года был главный дирижёр, а с 1939 года художественным руководителем Киргизского музыкально-драматического театра. Стал одним из создателей киргизского профессионального музыкального театра. В 1939 году музыкальный руководитель постановки первой киргизской оперы «Айчурек» В. Власова, А. Малдыбаева и В. Фере.
В августе 1945 года числится в вольнонаёмном составе Высшего училища военных капельмейстеров, награждённом медалью «За победу над Германией в Великой Отечественной войне 1941—1945 гг.».
В 1948—1949 годах преподавал дирижирование в Московской консерватории.
В 1949—1956 годах служил дирижёром Большого симфонического оркестра Всесоюзного радио (сейчас Большой симфонический оркестр имени П. И. Чайковского).
Умер 5 февраля 1958 года в Москве. Похоронен на Новодевичьем кладбище, участок 5, ряд 16.

### Семья
- Жена — Екатерина Лукинична Целиковская (1900—1982), оперная певица (сопрано). Училась в Московской консерватории, окончила вокальную студию при Большом театре. Рано оставила сцену, была домашней хозяйкой[2].
- Дочь — актриса Людмила Васильевна Целиковская (1919—1992), народная артистка РСФСР.

## Награды и премии
- Орден Трудового Красного Знамени (7 июня 1939) — за выдающиеся заслуги в деле развития киргизского театрального искусства
- Народный артист Киргизской ССР (1944)
- Народный артист РСФСР (1955)

## Работы в театре

### Дирижёр
- 1937 — «Алтын кыз» Власова и Фере
- 1938 — «Аджал ордуна» Власова, Малдыбаева и Фере
- 1941 — «Патриоты» Власова, Малдыбаева и Фере
- 1942 — «Евгений Онегин»
- 1942 — «Кокуль» М. Раухвергера
- 1943 — «Чио-Чио-сан»